# Copa Davis 1948
La Copa Davis 1948 fue la 37.ª edición del torneo de tenis masculino más importante por naciones. La ronda final se celebró del 4 al 6 de septiembre de 1948. Estados Unidos se proclamó como equipo ganador de la Copa, venciendo al equipo de Australia por 5 a 0.

## Partido de la Inter-Zona
|  |  |           |   |  | Final          |   |  |
|  |  |           |   |  |                |   |  |
|  |  |           |   |  |                |   |  |
|  |  |           |   |  |                |   |  |
|  |  |           |   |  |                |   |  |
|  |  |           |   |  |                |   |  |
|  |  |           |   |  |                |   |  |
|  |  |           |   |  | Checoslovaquia | 2 |  |
|  |  | Australia | 3 |  |                |   |  |
|  |  |           |   |  |                |   |  |
|  |  |           |   |  |                |   |  |
|  |  |           |   |  |                |   |  |
|  |  |           |   |  |                |   |  |
|  |  |           |   |  |                |   |  |
|  |  |           |   |  |                |   |  |

## Ronda Final
| | Estados Unidos | 5                           | 0 | Australia |   |   |  |
| --- | -------------- | --------------------------- | - | --------- | - | - |  |
| West Side Tennis Club, Nueva York, Estados Unidos 4 al 6 de septiembre de 1948 |                |                             |   |           |   |   |  |
| \| 1 \| \| Frank Parker \| 6 \| 6 \| 6 \| \| \| \| 1 \| \| Bill Sidwell \| 4 \| 4 \| 4 \| \| \| \| 2 \| \| Ted Schroeder \| 6 \| 4 \| 6 \| 6 \| \| \| 2 \| \| Adrian Quist \| 3 \| 6 \| 0 \| 0 \| \| \| 3 \| \| Gardnar Mulloy-Bill Talbert \| 8 \| 9 \| 2 \| 7 \| \| \| 3 \| \| Colin Long-Bill Sidwell \| 6 \| 7 \| 6 \| 5 \| \| \| 4 \| \| Ted Schroeder \| 6 \| 6 \| 6 \| \| \| \| 4 \| \| Bill Sidwell \| 2 \| 1 \| 1 \| \| \| \| 5 \| \| Frank Parker \| 6 \| 6 \| 6 \| \| \| \| 5 \| \| Adrian Quist \| 2 \| 2 \| 3 \| \| \| |                |                             |   |           |   |   |  |
| 1 |                | Frank Parker                | 6 | 6         | 6 |   |  |
| 1 |                | Bill Sidwell                | 4 | 4         | 4 |   |  |
| 2 |                | Ted Schroeder               | 6 | 4         | 6 | 6 |  |
| 2 |                | Adrian Quist                | 3 | 6         | 0 | 0 |  |
| 3 |                | Gardnar Mulloy-Bill Talbert | 8 | 9         | 2 | 7 |  |
| 3 |                | Colin Long-Bill Sidwell     | 6 | 7         | 6 | 5 |  |
| 4 |                | Ted Schroeder               | 6 | 6         | 6 |   |  |
| 4 |                | Bill Sidwell                | 2 | 1         | 1 |   |  |
| 5 |                | Frank Parker                | 6 | 6         | 6 |   |  |
| 5 |                | Adrian Quist                | 2 | 2         | 3 |   |  |